# Стракош (Бихор)
Стракош (рум. Stracoș) насеље је у Румунији у округу Бихор у општини Драђешти. Oпштина се налази на надморској висини од 205 m.

## Становништво
Према подацима из 2002. године у насељу је живело 292 становника, од којих су сви румунске националности.